# Station Caen Saint-Martin
Station Caen Saint-Martin is een spoorwegstation in de Franse gemeente Caen. Het station is gesloten.